# Сферміон
Сферміон — гіпотетична спін-0 частинка-суперпартнер (або счастинка) свого асоційованого ферміона у рамках теорії суперсиметрії в фізиці елементарних частинок. Сферміони є бозонами (скалярними бозонами), мають такі ж квантові числа, що й асоційовані з ними ферміони. Можуть бути продуктом розпаду бозона Хіггса. Не мають спіральності, тому в лівої і правої версій ферміона окремий сферміон. В суперсиметричному розширенні Стандартної моделі (СМ) кожна частинка має суперпартнера зі спіном, який відрізняється на 1⁄2. Ферміони в СМ мають спін -1⁄2 отже сферміони мають спін 0.
Назви сферміонів отримують доданням до назви їхнього суперпартнера літери 'с', яка вказує, що це скалярна частинка зі спіном 0.

## Фундаментальні сферміони

### Скварки
Скварки є суперпартнерами кварків. До них належать сверхній скварк, снижній скварк, счарівний скварк, сдивний скварк, справдивий скварк і скрасивий скварк.

### Слептони
Слептони — суперпартнери лептонів. До цієї групи належать селектрон, смюон, стау-лептон і типи снейтрино.
| Слептон                 | Символ                                  | Асоційований лептон | Символ                       |
| ----------------------- | --------------------------------------- | ------------------- | ---------------------------- |
| Перше покоління         |                                         |                     |                              |
| Селектрон               | {\displaystyle {\tilde {e}}}            | Електрон            | {\displaystyle e}            |
| Селектронне снейтрино   | {\displaystyle {\tilde {\nu }}_{e}}     | Електронне нейтрино | {\displaystyle \nu _{e}}     |
| Друге покоління         |                                         |                     |                              |
| Смюон                   | {\displaystyle {\tilde {\mu }}}         | Мюон                | {\displaystyle \mu }         |
| Смюонне снейтрино       | {\displaystyle {\tilde {\nu }}_{\mu }}  | Мюонне нейтрино     | {\displaystyle \nu _{\mu }}  |
| Третє покоління         |                                         |                     |                              |
| Стау-лептон             | {\displaystyle {\tilde {\tau }}}        | Тау-лептон          | {\displaystyle \tau }        |
| Стау-лептонне снейтрино | {\displaystyle {\tilde {\nu }}_{\tau }} | Тау-нейтрино        | {\displaystyle \nu _{\tau }} |